# Apamea pallida
Apamea pallida là một loài bướm đêm trong họ Noctuidae.